# Fortim neerlandês do rio Maiacaré
O Fortim neerlandês do rio Maicaré, também referido simplesmente como Fortim de Maiacaré, localizava-se entre a foz do rio Maiacaré e a foz do rio Caciporé, na região do Cabo Norte, no litoral nordeste do atual estado brasileiro do Amapá.

## História
Fortificação erguida por contrabandistas neerlandeses de drogas do sertão, foi atacada e destruída em 1646 pelo governador e Capitão-mor do Estado do Maranhão e Grão-Pará, Sebastião Lucena de Azevedo (GARRIDO, 1940:29). BARRETTO (1958) apresenta a data de construção do fortim como 1646, afirmando que foi abandonado pouco depois (op. cit., p. 45). Outras fontes esclarecem que o Capitão-mor do Pará, Sebastião Lucena de Azevedo, teria chegado a Gurupá, marchando em seguida ao encontro dos neerlendeses fortificados na foz do Maiacaré, de onde os desalojou em 20 de setembro de 1647.
OLIVEIRA (1968) refere que é este o fortim que muitos historiadores, possivelmente baseados em Barredo [(sic): Bernardo Pereira de Berredo e Castro, "Annaes historicos do estado do Maranhaõ" ?], apontam como o de Mariocaí, ocupado por Bandergus (op. cit., p. 749)
OLIVEIRA (1968) cita ainda Ferreira Reis, autor que registra que, em 1687 na confluência do rio Maiacaré com o rio Araguari, o local da "boca dos lagos" foi escolhido para a construção de uma nova fortificação, chegando a mesma a ser projetada. Entretanto, terá apenas sido erigida uma pequena casa-forte, com a função de vigia. Esta teria sido guarnecida com 25 soldados e artilhada com três peças. (op. cit., p. 749)